# Гопала (царь)
Гопала (правил в 750—770 гг.) — основатель династии Пала в Бенгалии. Последняя морфема его имени «пала» означает «защитник» (санскр.) и использовалось как окончание имён всех монархов династии Пала («го» — «корова», санскр. «Гопала» — «Защитник коров»)
Источников, предоставляющих подробную информацию о деталях его правления, практически не сохранилось.

## Избрание Гопалы
Гопала был первым независимым буддийским царем Бенгалии и пришёл к власти в 750 году н. э. в Гауре. На основании фразы из надписи на пластине из Кхалимпуры и аллегорическом свидетельстве тибетского историка Таранатхи учёные сделали вывод о приходе Гопалы к власти путём избрания. После смерти известного правителя из Гауды Шашанки, здесь в Бенгалии наступил век анархии и беспорядков — матсьяяна. Уставшие от бесконечного политического хаоса и анархии различные независимые вожди Бенгалии в 750 году избрали человека по имени Гопала, чтобы он положил конец этому печальному периоду. Гопала уже был к тому времени выдающимся полководцем и показал себя как опытный правитель. В надписи на медной пластине из Кхалимпура, датированной 32-м годом правления Дхармапалы, отец Гопалы, Вапьята, описывается как известный военный предводитель своего времени, а его дед Дайита Вишну — как учёный муж. Учёные утверждают, что Вапьята пришел на восток Индии из северо-западного Пенджаба.

## Обзор жизни Гопалы
Немного известно о жизни или военной карьере Гопалы. Его период правления точно неизвестен, считается, что он длился с 750 по 770 год. Его сын и преемник Дхармапала (770—810) стал тем, кто сделал Палов доминирующей силой в Северной Индии.
«Рамачарита» Сандхьякаранандина, придворного поэта поздних Палов, далее отмечает, что Варендра, или Северная Бенгалия, была родиной Палов. Это легло в основу предположения, что первоначальное царство Палов находилось в Северной Бенгалии. «Арья-манджушримула-кальпа» сообщает о возвышении Гопалы в области Гауда и Северо-Западной Бенгалии. Согласно Таранатхе, Гопала завоевал Магадху (Южный Бихар). Таким образом, возможно, что государство Гопалы включало северную и северо-западную части Бенгалии и Южный Бихар.

## Религиозные учения
Таранатха утверждает, что Гопала был стойким буддистом и построил одну из махавихар (санскр. — «обитель») — известный буддийский монастырь в Одантапуре.